# Capros
Capros – rodzaj słodkowodnych  morskich ryb z rodziny Caproidae.

## Występowanie
Atlantyk od Wysp Kanaryjskich, do zachodniej Irlandii.

## Klasyfikacja
Gatunki zaliczane do tego rodzaju:
- Capros aper